# Nicolas Remin
Nicolas Remin, né à Berlin en 1948, est un écrivain allemand, auteur de roman policier historique.

## Biographie
Nicolas Remin étudie la littérature, la philosophie et l'histoire de l'art à l'université libre de Berlin, puis à l'université de Californie à Santa Barbara.
Il s'est lancé tardivement dans la carrière littéraire, ne publiant son premier roman qu'à l'âge de 56 ans.
Les six romans policiers historiques dont il est l'auteur mettent en scène le personnage du commissaire Alvise Tron, héritier d'une vieille famille vénitienne déclinante, reconverti dans la fonction publique, et qui mène des enquêtes criminelles dans la Venise des années 1860, alors sous souveraineté autrichienne. Le commissaire Tron, dans ses investigations, est à la fois aidé et concurrencé par l'impératrice Élisabeth (dite Sissi), épouse de l'empereur François-Joseph, qui séjourne fréquemment dans la « cité des Doges ».
Les cinq premiers romans de la série, dans leur versions originales en allemand, ont fait l'objet d'adaptations en livres audio chez l'éditeur hambourgeois Jumbo Neue Medien & Verlag.

## Œuvres

### Romans

#### SérieAlvise Tron
- (de) Nicolas Remin, Schnee in Venedig, Reinbek, Kindler Verlag, 2004, 350 p. (ISBN 978-3-463-40465-3, DNB 971263779)
Nicolas Remin (trad. de l'allemand par Frédéric Weinmann), L'Impératrice lève le masque [« Schnee in Venedig »], Paris, 10/18, coll. « Grands détectives » (no 4134), 5 juin 2008, 348 p. (ISBN 978-2-264-04487-7, BNF 41277809)L'action du roman se déroule en 1862. La version française a été initialement publiée le 1er avril 2006 chez Alvik éditions, Paris,  (ISBN 978-2-914833-49-3).

- (de) Nicolas Remin, Venezianische Verlobung, Reinbek, Kindler Verlag, 17 janvier 2006, 383 p. (ISBN 978-3-463-40472-1, DNB 975619950)
Nicolas Remin (trad. de l'allemand par Frédéric Weinmann), Les Fiancés de Venise [« Venezianische Verlobung »], Paris, 10/18, coll. « Grands détectives » (no 4135), 5 juin 2008, 380 p. (ISBN 978-2-264-04488-4 et 2-264-04488-8, BNF 41274790)L'action du roman se déroule en 1863. La version française a été initialement publiée le 20 avril 2007 chez Alvik éditions, Paris,  (ISBN 978-2-914833-65-3).

- (de) Nicolas Remin, Gondeln aus Glas, Reinbek, Kindler Verlag, 18 janvier 2007, 364 p. (ISBN 978-3-463-40494-3, DNB 979739489)
Nicolas Remin (trad. de l'allemand par Frédéric Weinmann), Gondoles de verre [« Gondeln aus Glas »], Paris, 10/18, coll. « Grands détectives » (no 4288), 3 décembre 2009, 376 p. (ISBN 978-2-264-04982-7, BNF 42123476)L'action du roman se déroule en 1864.

- (de) Nicolas Remin, Die Masken von San Marco : Commissario Trons vierter Fall, Reinbek, Kindler Verlag, 18 janvier 2008, 347 p. (ISBN 978-3-463-40495-0, DNB 984324291)
Nicolas Remin (trad. de l'allemand par Frédéric Weinmann), Les Masques de Saint-Marc [« Die Masken von San Marco »], Paris, 10/18, coll. « Grands détectives » (no 4370), 2 septembre 2010, 349 p. (ISBN 978-2-264-05157-8, BNF 42265407)L'action du roman se déroule en 1865.

- (de) Nicolas Remin, Requiem am Rialto, Reinbek, Kindler Verlag, 18 septembre 2009, 352 p. (ISBN 978-3-463-40529-2, DNB 994392206)
Nicolas Remin (trad. de l'allemand par Frédéric Weinmann), Requiem sous le Rialto [« Requiem am Rialto »], Paris, 10/18, coll. « Grands détectives » (no 4483), 6 octobre 2011, 382 p. (ISBN 978-2-264-05338-1, BNF 42522701)L'action du roman se déroule en 1865.

- (de) Nicolas Remin, Die letzte Lagune : Commissario Trons sechster Fall ; Roman, Reinbek, Kindler Verlag, 15 janvier 2011, 364 p. (ISBN 978-3-463-40530-8, DNB 1002253004)Roman inédit en français. L'action du roman se déroule en 1865.